# Мхейбес
Мхейбес (араб. محيبس) — традиційна гра за участю двох команд. У неї переважно грають в арабському Машріку, зокрема в Іраку, і вона приблизно відповідає англійській грі Up Jenkins.
Слово мхейбес є однорідним зі словом мігбес (араб. محبس), що означає кільце. У грі беруть участь дві команди, кожна з яких намагається сховати кільце від іншої. Гра починається з того, що гравець обходить команду і передає кільце одній людині, намагаючись не допустити, щоб інша команда знала, хто з гравців тримає кільце.
Потім інша команда повинна призначити гравця, який має лише одну здогадку, щоб з'ясувати, хто тримає кільце. Рішення приймається на основі вивчення виразу обличчя кожного члена команди. Гравець також може виключити гравців, якщо він вважає, що вони не тримають кільце. Він може виключити стільки гравців, скільки захоче.
Коли гравець виключає руку, яка тримає кільце, кільце оголюється, а він потім вигукує слово «Бат» (араб. بات), що на іракському діалекті означає «переспати» або «залишитися на ніч», оскільки кільце знову заховане.